# Harpalus cupreus
Harpalus cupreus es una especie de escarabajo del género Harpalus, familia Carabidae. Fue descrita científicamente por Dejean en 1829.
Habita en Gran Bretaña, Francia, Alemania, Austria, Chequia, Eslovaquia, Hungría, Polonia, Ucrania, Portugal, España, Italia, Eslovenia, Croacia, Bosnia y Herzegovina, Yugoslavia, Macedonia del norte, Albania, Grecia, Bulgaria, Rumania, Marruecos, Israel, Palestina, Siria, Turquía, Irán, Georgia, Armenia y Azerbaiyán.